# Ryōhaku-Gebirge
Das Ryōhaku-Gebirge (jap. 両白山地, Ryōhaku-sanchi) ist eine Gebirgskette, die sich über die Präfekturen Gifu, Toyama, Ishikawa, Fukui und Shiga erstreckt. Sie teilt sich in das Kaetsu-Gebirge (加越山地 Kaetsu Sanchi) und das Etsumi-Gebirge (越美山地 Etsumi Sanchi) mit jeweils Haku-san (2702,14 m) und Nōgōhaku-san (1617 m) als höchstem Berg. Die Gebirgskette ist nach diesen beiden Bergen benannt, die beide das Wort haku („weiß“) beinhalten. Ryō bedeutet übersetzt „beide“. Der Großteil der Gebirgskette liegt innerhalb des Hakusan-Nationalparks.

## Kaetsu-Berge
| Bild | Name           | Japanisch | Höhe (m) | ab Haku-san Distanz (km) und Richtung | Anmerkungen                                                      |
| ---- | -------------- | --------- | -------- | ------------------------------------- | ---------------------------------------------------------------- |
|      | Iō-zen         | 医王山    | 939,07   | 39,7 nach Norden                      | 日本三百名山                                                     |
|      | Daimon-yama    | 大門山    | 1571,66  | 23,5 nach Norden                      | 日本三百名山                                                     |
|      | Mikoshi-yama   | 大門山    | 1621     | 21,6 nach Norden                      |                                                                  |
|      | Nara-dake      | 奈良岳    | 1644,35  | 20,8 nach Norden                      |                                                                  |
|      | Oogasa-yama    | 大笠山    | 1821,80  | 18,4 nach Norden                      | 日本三百名山                                                     |
|      | Oizurugatake   | 笈ヶ岳    | 1841,28  | 16,0 nach Norden                      | 日本二百名山                                                     |
|      | Sanpōiwa-dake  | 三方岩岳  | 1736     | 13,2 nach Nordnordosten               | 日本三百名山                                                     |
|      | Haku-san       | 白山      | 2702,14  |                                       | höchster Gipfel in der Liste der 100 berühmten japanischen Berge |
|      | Bessan         | 別山      | 2399,31  | 5,6 nach Süden                        | Bessan-Shintō-Schrein (別山神社)                                 |
|      | San-no-mine    | 三ノ峰    | 2128     | 7,5 nach Süden                        | Berghütte (三ノ峰避難小屋 Sannomine-Hinankoya)                   |
|      | Akausagi-yama  | 赤兎山    | 1628,63  | 13,8 nach Südwesten                   | Berghütte (赤兎避難小屋 Akatohinangoya)                          |
|      | Nobusegatake   | 野伏ヶ岳  | 1674,26  | 16,2 nach Süden                       | 日本三百名山                                                     |
|      | Kyōgatake      | 経ヶ岳    | 1625,16  | 18,1 nach Südwesten                   | 日本三百名山                                                     |
|      | Dainichigatake | 大日ヶ岳  | 1709,00  | 18,1 nach Südsüdosten                 | 日本二百名山                                                     |

## Etsumi-Berge
| Bild | Name                | Japanisch | Höhe (m) | ab Nōgōhaku-san Distanz (km) und Richtung | Anmerkungen                                      |
| ---- | ------------------- | --------- | -------- | ----------------------------------------- | ------------------------------------------------ |
|      | Arashima-dake       | 荒島岳    | 1523,37  | 20,6 nach Nordnordost                     | in der Liste der 100 berühmten japanischen Berge |
|      | Heike-dake          | 平家岳    | 1441,50  | 19,3 nach Ostnordost                      |                                                  |
|      | Byōbu-san           | 屏風山    | 1354,08  | 10,9 nach Ostnordost                      |                                                  |
|      | Nōgōhaku-san        | 能郷白山  | 1617,37  |                                           | 日本二百名山                                     |
|      | Kanmuri-yama        | 冠山      | 1256,57  | 9,7 nach Westnordwest                     | 日本三百名山                                     |
|      | Sanshūgatake        | 三周ヶ岳  | 1292,01  | 21,2 nach Westsüdwest                     | Yashaga-Teich (夜叉ヶ池)                         |
|      | Mikuni-dake         | 三国岳    | 1209     | 24,0 nach Westsüdwest                     |                                                  |
|      | Kōka-san / Kōga-san | 高賀山    | 1224,19  | 32,8 nach Ostsüdost                       | Teil der drei Kōka-Berge (高賀三山 Kōka-sanzan)  |